# Margarete Roderig

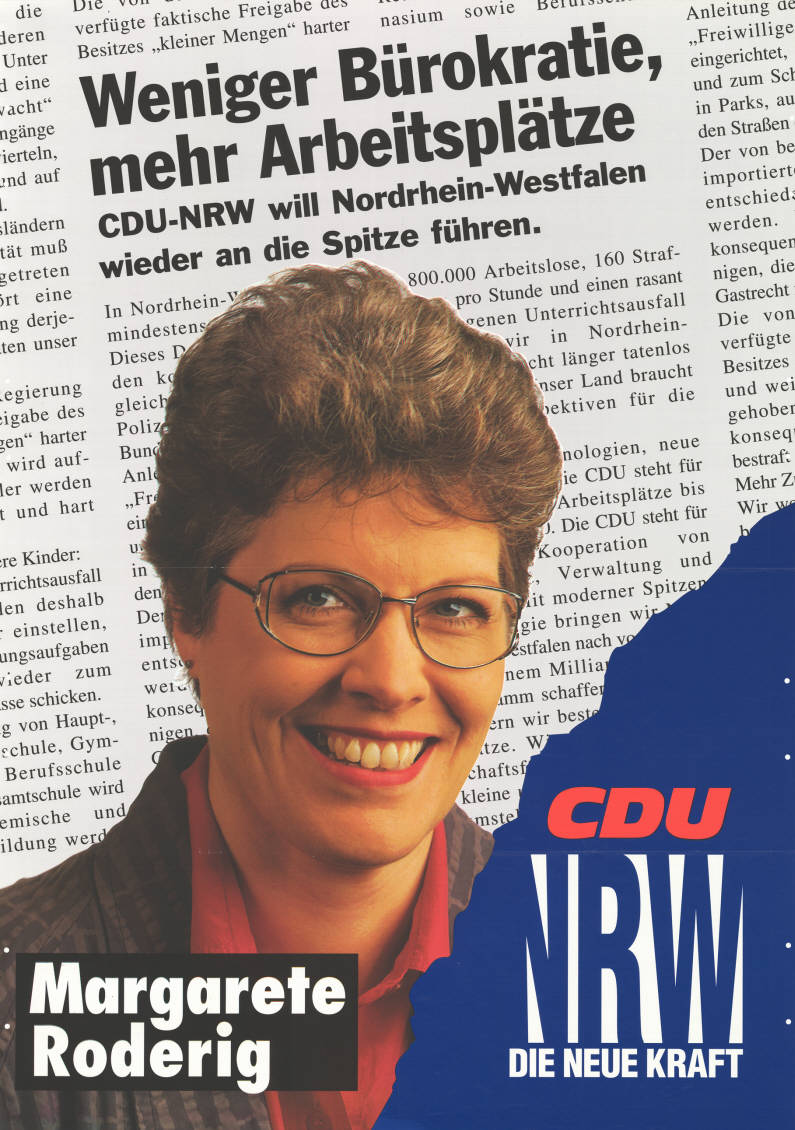
Kandidatenplakat zur Landtagswahl in Nordrhein-Westfalen 1995

Margarete Roderig (* 18. April 1957 in Essen) ist eine deutsche Politikerin der CDU.

## Ausbildung und Beruf
Margarete Roderig erhielt 1975 ihr Abitur. Im Anschluss machte sie bis 1978 eine Ausbildung zur Hotel- und Gaststättengehilfin. Bis 1986 führte sie  verschiedene berufliche Tätigkeiten aus. Die Hotelfachschule Hannover besuchte sie von 1986 bis 1988 und erhielt den Abschluss als staatlich geprüfte Betriebswirtin für das Hotel- und Gaststättengewerbe. Von 1988 bis 1991 arbeitete Roderig als Hauswirtschaftsleiterin und stellvertretende Stiftsleiterin in einem Wohnstift. Seit 1992 ist sie Leiterin der Abteilung „Zentrale Planung“ im Haus der Technik e.V., Essen.

## Politik
Margarete Roderig ist seit 1976 Mitglied der CDU. Von 1977 bis 1979 war sie Mitglied des Kreisvorstandes Essen der Jungen Union und Stadtbezirksvorsitzende Essen-Borbeck der Jungen Union. Seit dem 1. Oktober 1999 ist sie Fraktionssprecherin der CDU-Fraktion in der Bezirksvertretung IV Essen-Borbeck. Roderig ist seit 1993 Mitglied des Ortsvereinsvorstandes Essen-Borbeck der CDU. Mitglied des Stadtbezirksverbandsvorstandes ist sie seit 1993.
Margarete Roderig war vom 4. Oktober 1999 bis zum 1. Juni 2000 Mitglied des 12. Landtags von Nordrhein-Westfalen, in den sie nachrückte.